# Sainte-Segrée
Sainte-Segrée – miejscowość i gmina we Francji, w regionie Hauts-de-France, w departamencie Somma.
Według danych na rok 1990 gminę zamieszkiwało 50 osób, a gęstość zaludnienia wynosiła 22 osoby/km² (wśród 2293 gmin Pikardii Sainte-Segrée plasuje się na 947. miejscu pod względem liczby ludności, natomiast pod względem powierzchni na miejscu 1106.).